# Kokernot Field
A Kokernot Field egy baseball-stadion a texasi Alpine-ben. Norm Cash és Gaylord Perry, későbbi Major League játékosok is játszottak a stadionban.
A stadiont 1947-ben építtette Herbert Lee Kokernot Jr. a saját félprofi baseball csapatának. Georgia-ból hozatták a vörös agyagot a pályához. Az ezen kívül eső területhez és a lelátóhoz a követ a Kokernot Ranch biztosította. A Ranch-et jelképező "06" jel gyakran felbukkan szerte a stadionban, a vasból megalkotott, festett baseball-labdákkal egyetemben.
Az épületet 1400 férőhelyesre építették, a világítást 1958-ban vezették be. A stadion tulajdonjogát 1968-ban átadták az Alpine Independent School District-nek, miután a Sul Ross State University (Sul Ross Állami Egyetem) felfüggesztette az 1961-es szezon után a félprofi játékot és baseball programját. Az egyetem 1983-ban indította újra a játékot, a stadion jelenleg a Sul Ross State University Lobos és a Big Bend Cowboys csapatok otthona.
A Big Bend Cowboys 2009. május 17-én lejátszott doubleheaderével a professzionális baseball játékok 48 év után tértek vissza a Kokernot Field-re.

## Galéria

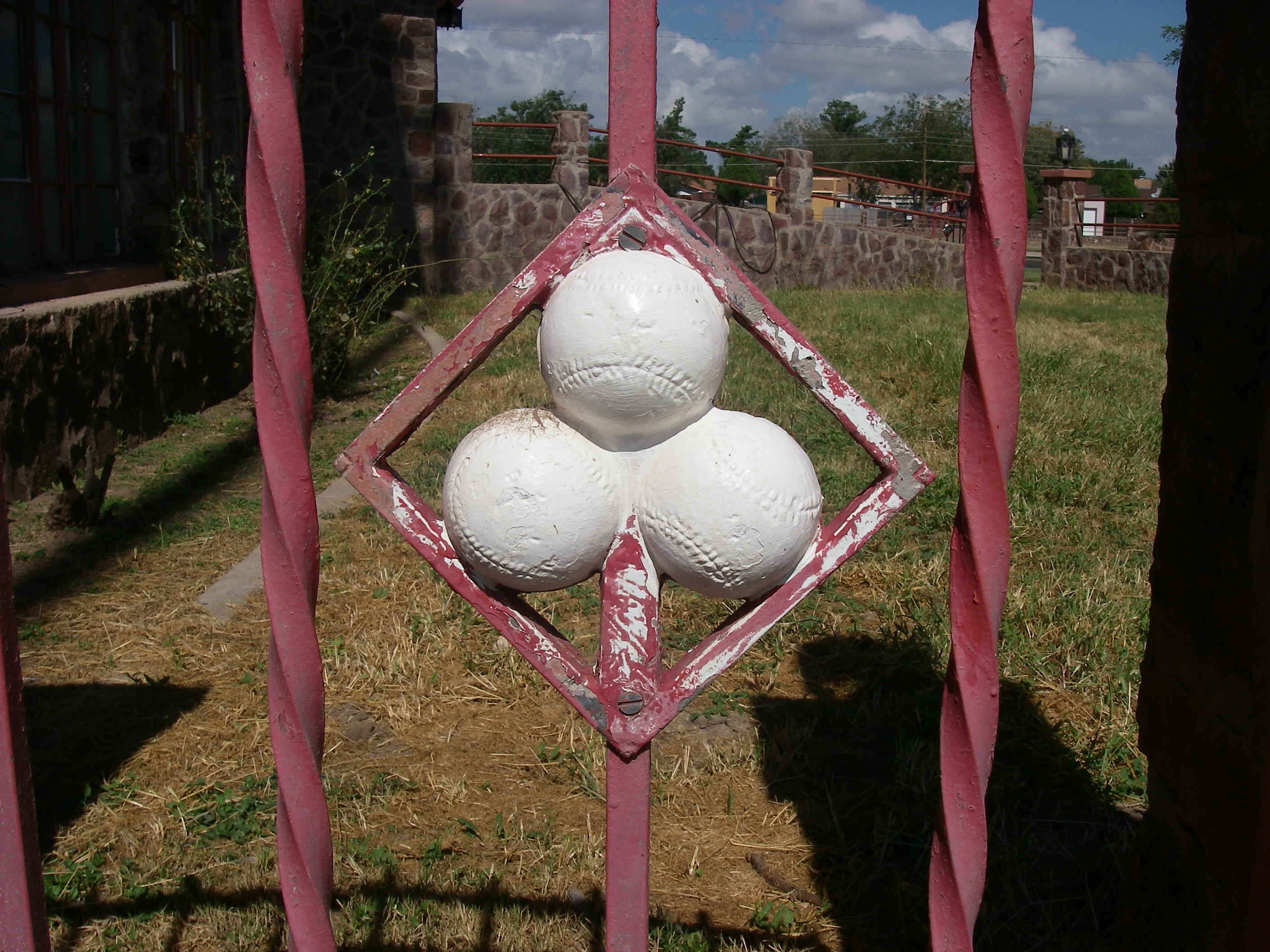
Labdák a stadion vaskerítésében
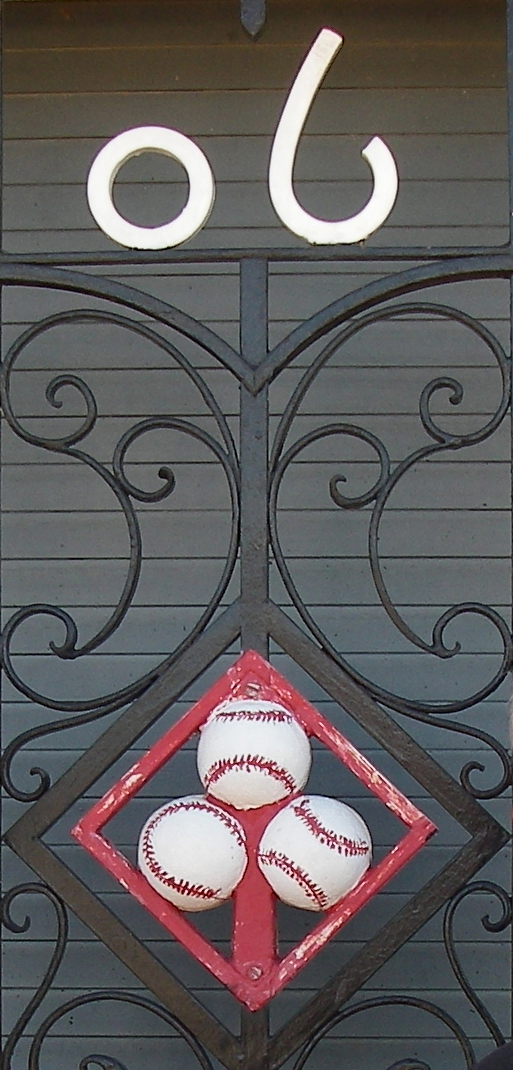
A Kokernot Ranch "06" jele

## Külső hivatkozások
- Az Alpine Cowboys Baseball Association honlapja